# Registro de la propiedad
El Registro de la Propiedad es una institución pública destinada a crear titularidades en virtud de poder público y a la publicidad de la situación jurídica de los inmuebles, con la finalidad de proteger el tráfico jurídico.
En el Registro de la Propiedad, se adquieren el dominio y demás derechos reales con seguridad suficiente evitando reivindicaciones. La función básica del Registro no es publicar actos y contratos, sino crear titularidades inatacables en virtud de un acto de poder público.
Históricamente, los mecanismos tradicionales de seguridad se quedaron obsoletos durante el siglo XIX, ya que el mercado no era eficaz si permitía la celebración de un juicio universal por cada transacción o compraventa, ni tampoco podía esperar el cumplimiento de los plazos de usucapión. Esa fue la razón por la que surgieron los Registros de la Propiedad inspirados en el modelo germano, modelo en el que se integra el Registro español.
La implantación de los registros como nuevos mecanismos de seguridad se acompañó de la creación del Registrador de la Propiedad. Los fuertes efectos de los asientos exigen un intenso control de entrada, tanto formal como material, que recibe el nombre de calificación y que constituye la función del Registrador.
El Registro de la Propiedad también puede definirse como la institución que, destinada a robustecer la seguridad jurídico-inmobiliaria, tiene por objeto el registro de la constitución, transmisión, modificación y extinción de los derechos reales sobre bienes inmuebles, así como las resoluciones judiciales relativas a la capacidad de las personas y los contratos de arrendamientos y opción. El estudio del Registro de la Propiedad corresponde al derecho inmobiliario.

## Fines

### Fines principales
- Publicidad de los derechos reales.
- Legitimación y protección del tráfico jurídico y, por consiguiente, el fomento del crédito territorial.

### Fines accesorios
- Fines estadísticos de movimiento de la propiedad inmueble.
- Fines de información de la riqueza inmueble.
- Fines de control genérico de la legalidad en materias como urbanismo, inversiones extranjeras, protección del dominio público.

## Derecho Romano
El derecho romano se ha venido considerando tradicionalmente como prototipo del sistema de clandestinidad en el tráfico inmobiliario. Dicha clandestinidad se debió a distintas razones, entre ellas, las técnicas como la falta de difusión del documento.

Los problemas planteados por los supuestos de doble venta o de venta de fincas como libres, estando gravadas, no se afrontaron desde el punto de vista preventivo, sino represivo, a través de las figuras de la actio auctoritatis y del delito de estelionato.

### Adquisición y transmisión del dominio

#### Derecho primitivo
En el primitivo ius civile, las transmisiones de fundos itálicos eran objeto de publicidad merced al carácter público de las formas necesarias para aquellos actos, que eran la mancipatio y la in iure cessio.

#### Derecho pretorio
Junto a las formas antiguas de transmisión del dominio se introduce la traditio, que realiza la transmisión por la sola transferencia de la posesión.

#### Derecho postclásico y justinianeo
En estos períodos, caen en desuso la mancipatio y la in iure cessio y se generaliza la traditio, convirtiéndose la transmisión inmobiliaria en un acto privado y secreto. Es entonces cuando aparece la caracterización del derecho romano como sistema de clandestinidad, sobre todo cuando el traspaso posesorio se espiritualiza a través de las variadas formas de traditio ficta.

### Gravamen de inmuebles
En materia de gravámenes inmobiliarios, el derecho romano tampoco conoció en materia de gravámenes inmobiliarios un sistema de publicidad.

La forma primitiva de garantía real fue la fiducia, en la que no existía publicidad alguna del gravamen, puesto que la verdadera relación jurídica existente entre las partes quedaba oculta por el negocio fiduciario.

Más tarde, el pignus se convierte en la figura más importante de garantía real. Su publicidad era prácticamente inexistente, pues sólo se funda en la posesión, que, en sí misma, es un hecho incoloro y abstracto.

Incluso esta publicidad meramente posesoria desaparece por completo cuando el pignus se transforma en hipoteca, que posibilita la afectación de una cosa al cumplimiento de la obligación sin necesidad de traspaso posesorio. 

De esta forma, la hipoteca es en el derecho romano un gravamen oculto, lo cual es especialmente grave en caso de concurrencia de varios acreedores hipotecarios. Esta falta de publicidad se acusa en la admisión de las hipotecas tácitas, las hipotecas generales e hipotecas sobre bienes futuros.

### Excepciones a la clandestinidad
Además de las antiguas formas de transmisión del dominio, existía una publicidad en la insinuatio, que consistía en la transcripción de la donación en unas actas públicas, realizada con intervención del magistrado. No obstante, la finalidad de la insinuatio no era la publicidad de la transmisión, sino el deseo de impedir las donaciones exageradas y la captación de la voluntad del donante.

Actualmente se señala que en el derecho romano no hubo tanta clandestinidad como se había dicho. Así, Valentiniano III dio el carácter de requisito esencial para la validez de una venta su inscripción en los archivos municipales.

Además D'Ors señaló que, aun sin gran difusión, en la época clásica aparecen los documentos registrados oficialmente (apud acta) y las copias (exempla) de los mismos.

Asimismo Zamora Manzano ha considerado que la intervención de los vecinos en las transmisiones implicaba cierta publicidad.

## Derecho germánico
En Derecho Germánico, el acto transmisivo tuvo conceptualmente dos elementos:

- El acuerdo de las partes por el que se concierta la transmisión.
- La investidura solemne, que se descomponía en dos actos, la toma de posesión de la finca por parte del adquirente y la desposesión o abandono de la finca por parte del transmitente.

La investidura se realizaba con plena publicidad y ante testigos, y era un requisito imprescindible para la transmisión de la gewere jurídica.

### La "Auflassung"
En un principio, se designó con este término la dejación unilateral de la posesión por parte del transmitente, como un elemento del acto traslativo; más tarde, pasó a constituir una mera declaración del transmitente de haber abandonado la posesión y, finalmente, sustituyó a la investidura.

En esta evolución destaca el momento en que la Auflassung no se realiza en el lugar en que se encuentra la finca, sino ante un tribunal, por las meras declaraciones de las partes y de la autoridad judicial.

### La inscripción en Registros inmobiliarios
El origen de la publicidad registral propiamente dicha se encuentra en la alta Edad Media, donde las iglesias, monasterios y grandes terratenientes tomaron por costumbre servirse de unos libros en que se copiaban documentos relativos a las propiedades.

En el siglo XII, algunos municipios comienzan la llevanza de libros públicos, en los que se consignaban las enajenaciones de inmuebles producidas ante el concejo municipal.

En un primer momento, los libros consignaron todos los negocios en pura sucesión cronológica. Más tarde, se separaron en diferentes libros los distintos tipos de negocios. Y, por último, en algunos municipios, se acostumbraba a consignar todas las anotaciones referidas a un inmueble en el mismo lugar del libro, apareciendo así el sistema de folio real.

Inicialmente, los libros valían como un simple testimonio o medio de prueba de lo que en ellos constaba. Sólo en algunos lugares, y a partir del siglo XV, la inscripción se convirtió en una parte del negocio traslativo en sí mismo considerado.

### Recepción del Derecho Romano
La recepción del Derecho Romano en Alemania desvirtuó el sistema, al introducir la transmisión mediante traditio sin forma ni solemnidad determinada.

Hasta el siglo XVIII, existen una pluralidad de sistemas de transmisión y publicidad de los derechos; pero a partir de esa época, se hizo necesario establecer un mercado de capitales con garantía territorial y clarificar el régimen de gravámenes de los fundos. Por ello, los registros se generalizan a finales del siglo XVIII, primero como Registros de gravámenes y después como auténticos registros de la propiedad.

## Antiguo Derecho español

### Antecedentes remotos
Como antecedentes remotos de la publicidad inmobiliaria general, pueden destacarse:
- La robración o roboración, que era una ratificación solemne y pública de las ventas, que tenía lugar ante testigos.
- La publicidad de las ventas por anuncios o pregones, que se practicaba en Navarra, Vizcaya, Mallorca y Plasencia.

### Pragmática de 1539
La Pragmática de 1539 fue dictada por Carlos V, siendo aplicada en Castilla pero no en las Coronas de Aragón y Navarra.

En su virtud se instituyó en cada ciudad, villa o cabeza de jurisdicción un libro en que se registrasen los censos, tributos e hipotecas, disponiéndose que los contratos sobre tales cargas que no hubieran sido registrados no harían fe, ni se podría juzgar conforme a ellos ni perjudicarían a tercero.

La Pragmática fue sistemáticamente incumplida por los Tribunales de Justicia, que seguían fieles al sistema romano. 

### Pragmática de 1714
Felipe V conminó al cumplimiento de la Pragmática de 1539 con la de 1714, a la vez que establecía el Registro en todos los lugares, fuesen o no cabeza de jurisdicción.

### Pragmática de 1768
Al igual que en el resto de Europa, también en España se sintió a finales del siglo XVIII la necesidad de un Registro de gravámenes, dando lugar a los Oficios o Contadurías de Hipotecas, aprobadas por la Pragmática de 1768, y que estuvieron vigentes hasta la institución del actual Registro en 1861.

Las Contadurías se establecieron en todas las cabezas de partido y en ellas se hacía constar:
- La constitución y redención de gravámenes.
- Las ventas de bienes raíces gravados con alguna carga.
- Las fianzas en que se hipotecasen especialmente bienes raíces.
- Fundaciones de Mayorazgos u obra pía.

La toma de razón de estos actos era requisito necesario para que los documentos pudieran hacer fe en juicio y fuera de él. No obstante, ello se limitó a las hipotecas y los gravámenes indicados, pues nada se estableció acerca de las transmisiones de dominio.

En relación a los principios hipotecarios:
- No se estableció ninguna clase de prioridad o prelación entre las cargas registradas.
- Los Oficios eran públicos, pudiendo expedirse certificaciones de sus asientos.

Los asientos se distribuían por años, regulándose con minuciosidad las circunstancias de los mismos.

La Pragmática era aplicable en toda España, excepto en Cataluña y Navarra. No obstante:
- Por Edicto de 1774, se extiende la Pragmática a Cataluña, pero incluyendo las transmisiones de inmuebles en general, aunque no estuvieran gravadas con censo o hipoteca.
- La Ley Foral Navarra de 19 de mayo de 1817 extendió las contadurías a este territorio con una regulación muy semejante a la de la Real pragmática, aunque estableciendo un sistema de prelación para las hipotecas.

## Disposiciones fiscales de 1829 y 1845
Estas disposiciones ampliaron el Oficio a la toma de razón de las transmisiones de dominio e instauraron la llevanza del oficio por fincas, instaurando una especie de folio real, y también un encasillado.

Además, desde el punto de vista fiscal supusieron el inicio de la colaboración entre el Registro y la Hacienda pública en las cuestiones relacionadas con los actuales impuestos de Transmisiones y Actos jurídicos Documentales y de Sucesiones y Donaciones.

## Comparación entre sistemas registrales
En el ámbito del Derecho comparado, existen diversos sistemas de Registro o sistemas hipotecarios (denominación más concreta que la de “sistemas de ordenación jurídica de la propiedad inmueble”, la cual, por su excesiva amplitud, se presta a confusión).

Se pueden distinguir principalmente:
- Registro de documentos.
- Registro de derechos.

## El registro de la propiedad según países

### Alemania
En el ordenamiento jurídico alemán, la inscripción en el registro es obligatoria para que se transmita la propiedad. El contrato de compraventa exige esa formalidad para que se haya cumplido en su totalidad.

### Australia

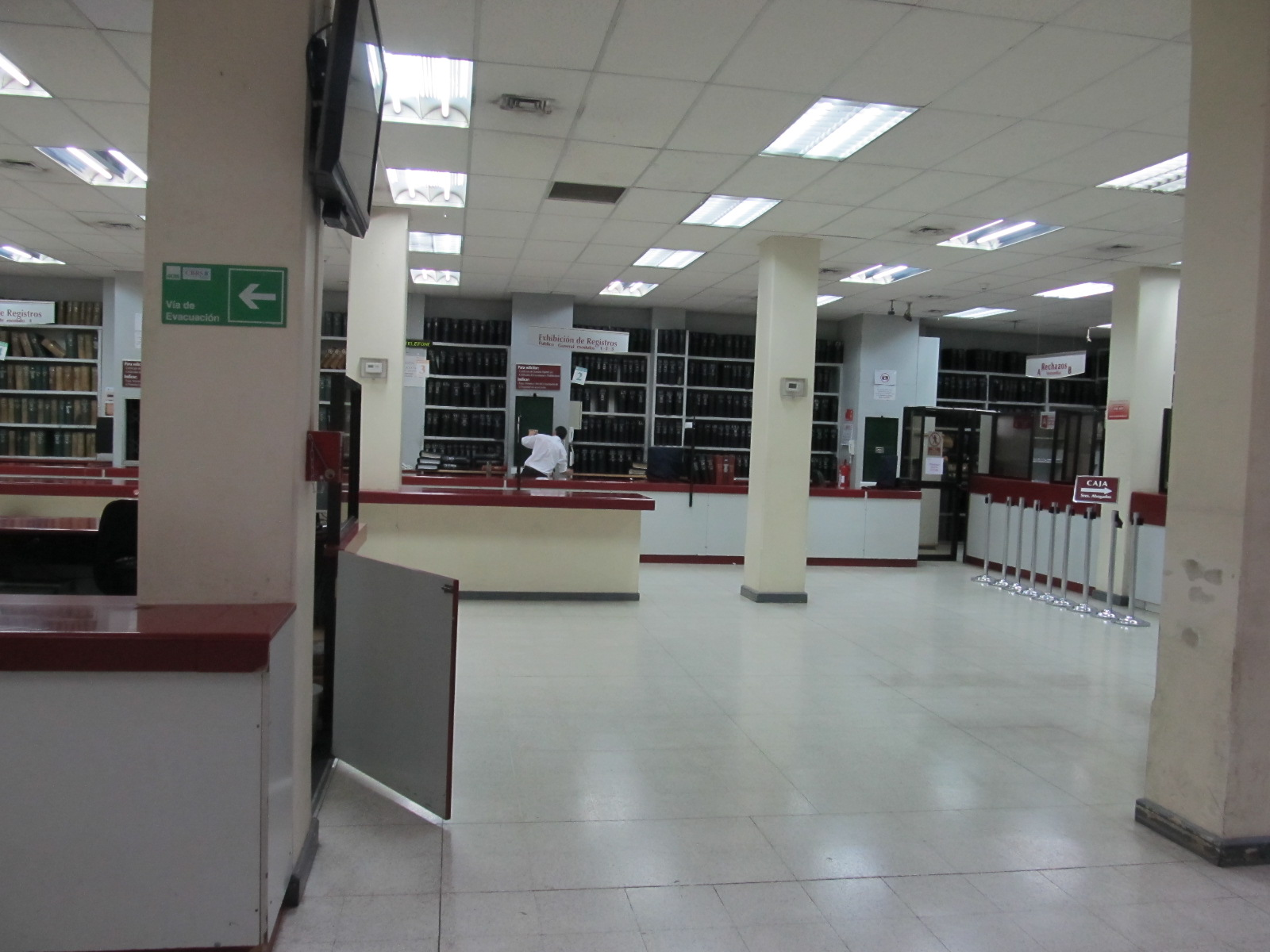
Dependencias del Conservador de Bienes Raíces de Santiago de Chile.

### Chile
Los Conservadores de Bienes Raíces, en Chile, son abogados, ministros de fe, encargados de resguardar y actualizar los registros conservatorios de bienes raíces con objeto de mantener la historia de la propiedad inmueble y otorgar una completa publicidad a los gravámenes que pueden afectar a los bienes raíces. Estudia la legalidad y otorga validez a los títulos de propiedades, considerando la inscripción como requisito, prueba y garantía de la posesión.

### España
Los Registros de la Propiedad de España dependen del Ministerio de Justicia. Todos los asuntos referentes a ellos están encomendados a la Dirección General de los Registros y del Notariado.
La totalidad del Territorio de España está dividido en circunscripciones, denominados Distritos Hipotecarios. A cada Distrito Hipotecario le corresponde un Registro de la Propiedad, a cargo de un Registrador, perteneciente al Cuerpo de Registradores de la Propiedad, Mercantiles y de Bienes Muebles de España.

La totalidad de los Registradores de España se integran en el Colegio de Registradores de la Propiedad y Mercantiles de España.
Corresponde a los Registradores la llevanza de los siguientes Registros:
- Registro de la Propiedad
- Registro Mercantil
- Registro de Bienes Muebles, que está integrado por las siguientes secciones:[4]
  1. Buques y Aeronaves
  2. Automóviles y otros Vehículos de Motor
  3. Maquinaria Industrial, establecimientos mercantiles y Bienes de equipo
  4. Garantías reales
  5. Otros bienes muebles registrables
  6. Registro de Condiciones Generales de la Contratación

### Francia
En Francia coexisten dos sistemas registrales el general, denominado Services de la publicité foncière (antiguos Conservations des hypothèques), de calificación limitada y supervisado por el Ministerio de Economía y Finanzas (Ministére de l'Économie et des Finances) y el vigente en los departamentos franceses de Bajo Rin, Alto Rin y Mosela denominado Livre foncier.

### Grecia
En Grecia no existe un verdadero registro de la propiedad salvo en el archipiélago del Dodecaneso que fue ocupado por Italia desde 1912 hasta el final de la Segunda Guerra Mundial y que se rigen por la ley italiana.

### Guatemala
El Registro General de la Propiedad (RGP) es la institución guatemalteca que tiene por objeto la inscripción, anotación y cancelación de los actos y contratos relativos al dominio y demás derechos reales sobre bienes inmuebles y muebles identificables. Son públicos sus documentos,libros y actuaciones.

### México
El Registro Público de la Propiedad en México es una institución destinada a hacer constar, por medio de la inscripción, los títulos por los cuales se adquiere, transmite, modifica, grava o extingue el dominio, la posesión y los demás derechos reales sobre inmuebles; todos los documentos relativos a actos o contratos susceptibles de tener alguna repercusión en la esfera de los derechos reales; la constitución del patrimonio de familia; las fundaciones de beneficencia privada, y en general, los títulos que la ley ordene que sean registrados (artículos 2999 a 3004 del Código Civil para el Distrito Federal).
El registro público otorga certeza y seguridad jurídica para surtir efectos jurídicos contra terceros y así resguardar la información de los registrales y de los que están obligados a respetar los derechos generados por éstos; y para esto, la dependencia que nos ocupa se rige por un marco normativo conformado por diversas leyes y reglamentos. Esta dependencia nos permite ver el estado jurídico de la propiedad y posesión de bienes inmuebles; algunos actos jurídicos sobre bienes muebles, limitaciones y gravámenes a que ambos están sujetos, y sobre la modificación y constitución de las asociaciones mercantiles y civiles.

### Panamá
El Registro Público de Panamá fue una de las primeras instituciones que nacieron con la República. Creado mediante la Ley No. 13 de 27 de enero de 1913 como una dependencia de la Secretaría de Gobierno y Justicia, durante la primera administración del Doctor Belisario Porras.

### Reino Unido
En el Reino Unido no hay un sistema registral único, pudiendo distinguirse el vigente en Inglaterra y Gales, el de Escocia y el de Irlanda del Norte. Asimismo, en territorios británicos de ultramar como Gibraltar rigen sistemas propios.

### Ecuador
En Ecuador cada ciudad tiene su edificio de registro de la propiedad, por estar dispuesto en la Ley de Registro, esto es parte de las competencias exclusivas de los gobiernos descentralizados que son los Municipios.
En los registros de la propiedad no solo se registra bienes inmuebles sino la expropiación por parte de los municipios que delegan un lote para el uso exclusivo de área común pública ej: Mercados, Iglesias, áreas verdes, ect. Para cada trámite hay un valor impuesto en la tasa según el lote a registrar.